# Alpi Biellesi e Cusiane
Le Alpi Biellesi e Cusiane sono una sottosezione delle Alpi Pennine. Si trovano in territorio Italiano a sud della fascia principale delle Alpi Pennine.

## Geografia
Secondo la SOIUSA le Alpi Biellesi e Cusiane sono una sottosezione alpina con la seguente classificazione:
- Grande parte = Alpi Occidentali
- Grande settore = Alpi Nord-occidentali
- Sezione = Alpi Pennine
- Sottosezione = Alpi Biellesi e Cusiane
- Codice = I/B-9.IV

Interessano il Piemonte, principalmente nelle provincie di Biella, Vercelli e del Verbano-Cusio-Ossola. Marginalmente interessano anche la Provincia di Torino, quella di Novara e la Valle d'Aosta.
Si staccano dalle Alpi del Monte Rosa al Colle del Loo (2.452 m) ed al Tesslu (o Bocchetta Stretta).
I limiti geografici sono: il Colle del Loo, il Torrente Sorba, Piode, il fiume Sesia, Varallo Sesia, il torrente Mastallone, il Tessù, il torrente Strona, Gravellona Toce, il Lago Maggiore, la pianura padana (linea Arona-Gattinara-Ivrea), il fiume Dora Baltea, Pont-Saint-Martin, il torrente Lys, il torrente Loo, il Colle del Loo.

## Suddivisione

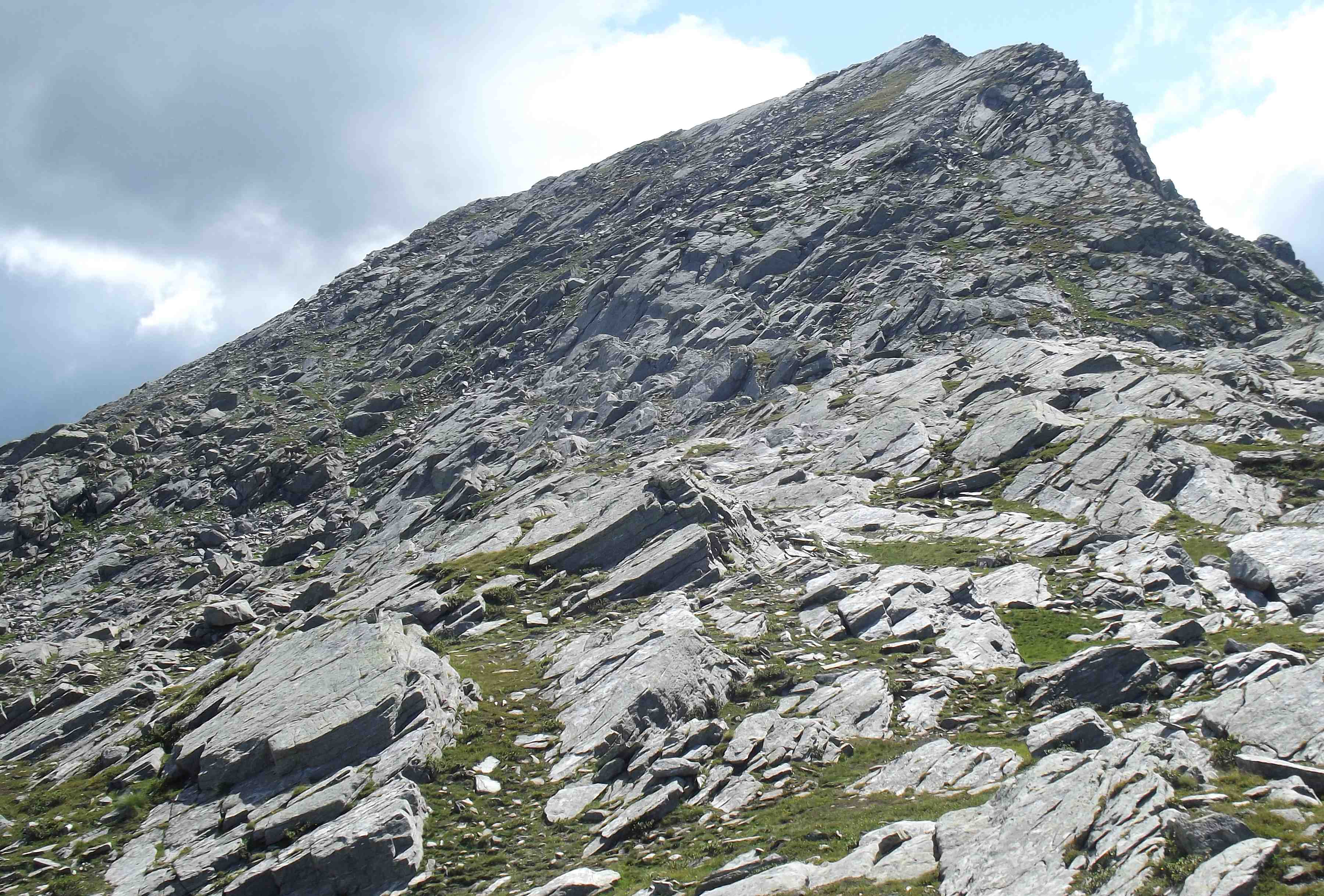
Punta Lazoney

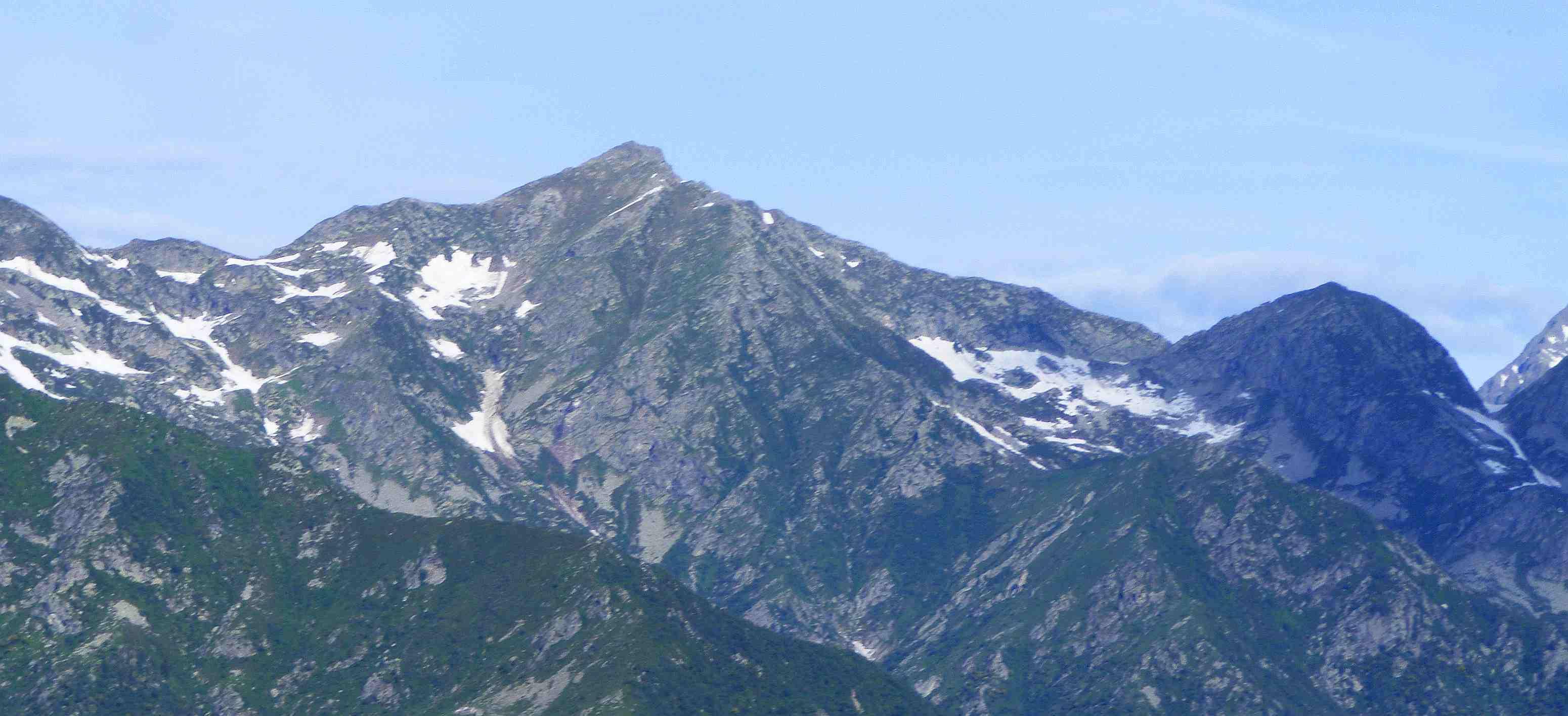
Monte Cresto

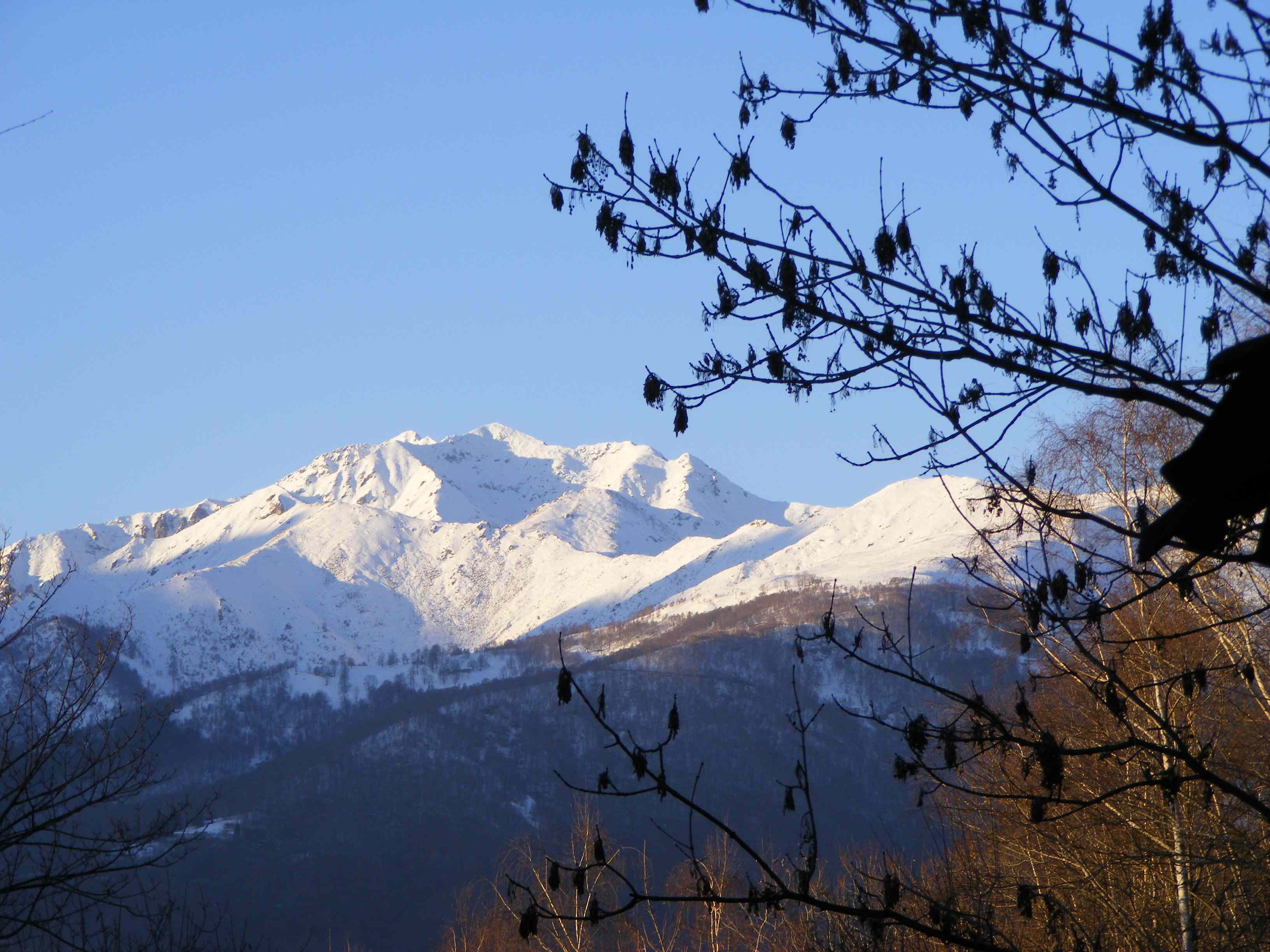
Monte Bo

La sottosezione è a sua volta suddivisa in due supergruppi, quattro gruppi e due sottogruppi (tra parentesi il codice SOIUSA dei supergruppi, gruppi e sottogruppi):
- Alpi Biellesi (A)
  - Catena Tre Vescovi - Mars (A.1)
  - Catena Monte Bo-Barone (A.2)
    - Costiera Talamone-Barone (A.2.a)
    - Costiera Monte Bo-Cravile-Monticchio (A.2.b)
- Alpi Cusiane (B)
  - Costiera Capio-Massa del Turlo (B.3)
  - Massiccio del Mottarone (B.4)

## Vette
Le vette principali della sottosezione sono:
- Monte Mars - 2.600 m
- Mont de Pianeritz - 2.584 m[3]
- Punta Lazoney - 2.579 m[3]
- Monte Cresto - 2.548 m
- Monte Bo - 2.556 m
- Cima Tre Vescovi - 2.501 m
- Monte I Gemelli - 2.476 m
- Monte Camino - 2.391 m
- Monte Tovo - 2.230 m
- Monte Mucrone - 2.335 m
- Cima Altemberg - 2.394 m
- Massa del Turlo - 1.960 m
- Mottarone - 1.491 m